# Anna Maria Di Sciullo
 (octobre 2023).
La mise en forme du texte ne suit pas les recommandations de Wikipédia : il faut le « wikifier ».
Les points d'amélioration suivants sont les cas les plus fréquents. Le détail des points à revoir est peut-être précisé sur la page de discussion.
- Les titres sont pré-formatés par le logiciel. Ils ne sont ni en capitales, ni en gras.
- Le texte ne doit pas être écrit en capitales (les noms de famille non plus), ni en gras, ni en italique, ni en « petit »…
- Le gras n'est utilisé que pour surligner le titre de l'article dans l'introduction, une seule fois.
- L'italique est rarement utilisé : mots en langue étrangère, titres d'œuvres, noms de bateaux, etc.
- Les citations ne sont pas en italique mais en corps de texte normal. Elles sont entourées par des guillemets français : « et ».
- Les listes à puces sont à éviter, des paragraphes rédigés étant largement préférés. Les tableaux sont à réserver à la présentation de données structurées (résultats, etc.).
- Les appels de note de bas de page (petits chiffres en exposant, introduits par l'outil «  Source ») sont à placer entre la fin de phrase et le point final[comme ça].
- Les liens internes (vers d'autres articles de Wikipédia) sont à choisir avec parcimonie. Créez des liens vers des articles approfondissant le sujet. Les termes génériques sans rapport avec le sujet sont à éviter, ainsi que les répétitions de liens vers un même terme.
- Les liens externes sont à placer uniquement dans une section « Liens externes », à la fin de l'article. Ces liens sont à choisir avec parcimonie suivant les règles définies. Si un lien sert de source à l'article, son insertion dans le texte est à faire par les notes de bas de page.
- La présentation des références doit suivre les conventions bibliographiques. Il est recommandé d'utiliser les modèles {{Ouvrage}}, {{Chapitre}}, {{Article}}, {{Lien web}} et/ou {{Bibliographie}}. Le mode d'édition visuel peut mettre en forme automatiquement les références.
- Insérer une infobox (cadre d'informations à droite) n'est pas obligatoire pour parachever la mise en page.

Pour une aide détaillée, merci de consulter Aide:Wikification.
Si vous pensez que ces points ont été résolus, vous pouvez retirer ce bandeau et améliorer la mise en forme d'un autre article.
Pour les articles homonymes, voir Di Sciullo.
Anna Maria Di Sciullo (ou Anne-Marie Di Sciullo) est professeure au département de linguistique de l’université du Québec à Montréal et scientifique invitée au département de linguistique de l’université de New York.

## Domaine d'activité
Ses travaux ciblent des notions centrales en linguistique, en biologie et en physique, soit la symétrie, la brisure de symétrie et l’asymétrie. Ses contributions à la linguistique théorique sont centrées sur la notion d’asymétrie, comme pierre angulaire de la faculté du langage ainsi que sur les principes préservant cette propriété, malgré la complexité issue de l’environnement. Ses travaux sur l’asymétrie des relations morphologiques conduisent à une compréhension accrue des régularités de forme et d’interprétation des structures argumentales, aspectuelles et d’opérateur variable. Ses travaux sur l’asymétrie des relations syntaxiques montrent le rôle de la relation de sous-ensemble propre dans la procédure générative de la faculté du langage. Ses travaux en biolinguistique mettent en évidence le rôle de la brisure de symétrie dans l’ontogénie et la phylogénie du langage.
Ses travaux en linguistique computationnelle ont conduit à la formulation d’un analyseur morphosyntaxique qui analyse les expressions linguistiques de manière déterministe. Elle a développé un moteur de recherche qui est orienté par la reconnaissance des relations asymétriques et qui a été utilisé par le Centre d’accès à l’information juridique du gouvernement du Québec pour la recherche et l’extraction d’informations juridiques en ligne. Ses travaux sur l’interface entre le langage et les mathématiques ont conduit au développement d’un système d’analyse du sentiment basé sur une sémantique compositionnelle qui interprète les composants des relations asymétriques.
Depuis 1998, elle a dirigé deux grands travaux de recherche concertée, subventionnés par le Conseil de recherche en sciences humaines du Canada, et un programme de recherche sur les interfaces dynamiques, subventionné par le Fonds de recherche du Québec - Société et culture. Elle a reçu plusieurs prix et distinctions, dont le prix d’excellence en recherche des gouverneurs de l’université du Québec en 2001. En 2004, elle a fondé la Fédération sur le traitement des langues naturelles, qui réunit des intervenants en linguistique fondamentale, en linguistique computationnelle et en technologie de l'information. En 2007, elle a fondé le Réseau international de biolinguistique, liant linguistique, biologie et bioinformatique.

## Prix
- 1990 : Prix d’excellence en recherche, Assemblée des gouverneurs de l’université du Québec
- 1992-1996 : La modularité de la grammaire : arguments, projections et variation, Crsh, gouvernement du Canada, $629577.
- 1998-2003 : Les asymétries des langues naturelles et leur traitement par les systèmes de performance (Gtrc), CRSH, gouvernement du Canada, $1.8M.
- 1999 : Membre de la Société royale du Canada
- 2001-2004 : Traitement des langues naturelles (VRQ), gouvernement du Québec, $1,2M.
- 2004 : Fondatrice et directrice de la Fédération sur le traitement des langues naturelles
- 2003-2012 : Les asymétries des langues et leur traitement par les systèmes de performance (Gtrc), Crsh, gouvernement du Canada, $2.5M.
- 2007 : Fondatrice et directrice du Réseau international en biolinguistique
- 2005-2018 : Les interfaces dynamiques (Frqsc I, II, III), gouvernement du Québec, $1.2M.
- 2015 : Ambassadrice des Abruzzes dans le reste du monde (gouvernement de l’Italie)
- 2016 : Prix André-Laurendeau
- 2017 : Nomination pour le Prix du Gouverneur General du Canada pour l’innovation, Association francophone pour le savoir (ACFAS)

## Publications
- Di Sciullo, Anna Maria, Marco Nicolis et Stanca Somesfalean. 2020. Comitative P. Dans J. Garzonio et S. Rossi (éds.), Variation in P, Comparative Approaches to Adpositional Phrases. Oxford Studies in Comparative Syntax. Oxford University Press. 218-244.  (ISBN 978-0-190-93125-4)
- Di Sciullo, Anna Maria. 2019. Unbounded Merge. Inference. International Review of Science, 4 (4).  (ISSN 2576-4403)
- Di Sciullo, Anna Maria. 2017 (éd.). Biolinguistics. Critical Concepts in Linguistics. Volume 1: Foundations; Volume II: Language Development; Volume III: Variation; Volume IV: Complexity and Efficiency. Routledge. Taylor and Francis. 1632 pages.  (ISBN 978-1-138-85915-9)
- Di Sciullo, Anna Maria. 2017. Asymmetry and the language faculty. Revista Linguistica. Gramatica Generativa: celebrando os 60 anos de Syntactic Structures (1957-2017), 13(2): 88-107.  (ISSN 2238-975X)
- Di Sciullo, Anna Maria et Lyle Jenkins. 2016. Biolinguistics and the Human Language Faculty. Language, 92(3): e1-e32.  (ISSN 1535-0665)
- Di Sciullo, Anna Maria et Stanca Somesfalean. 2015. Object Pronouns in the Evolution of Romanian: a Biolinguistic Perspective. In V. Hill (éd.), Formal Approaches to DPs in Old Romanian 269-290. Leiden, Boston. Brill.  (ISBN 978-90-04-28771-6)
- Di Sciullo, A.M. 2015. On the Domain Specificity of the Human Language Faculty and the Effects of Principles of Computational Efficiency: Contrasting Language and Mathematics. LinguiStica. 11 (1) 28-56.  (ISSN 2238-975X)
- Di Sciullo, Anna Maria. 2014. Minimalism and I-Morphology. Dans Peter Kosta, Steven Franks et 	Teodora Radeva-Bork (éds.), Minimalism and Beyond: Radicalizing the interfaces. Amsterdam: John Benjamins.  (ISBN 978-9-027-20828-6)
- Di Sciullo, Anna Maria. 2011. A Biolinguistic Approach to Variation. Dans A. M. Di Sciullo et C. Boeckx (éds.), The biolinguistic Entreprise: New Perspectives on the Evolution and Nature of the Human Language Faculty, 305-328. Oxford: Oxford University Press.  (ISBN 978-0-199-55328-0)
- Di Sciullo, Anna Maria et al. 2010. « The Biological Nature of Human Language ». Biolinguistics 4: 4-34.  (ISSN 1450-3417)
- Di Sciullo, Anna  Maria et Daniela Isac 2008. The Asymmetry of Merge. Biolinguistics 2: 260-290.  (ISSN 1450-3417)
- Di Sciullo, Anna Maria. 2005. Asymmetry in Morphology. Cambridge. Mass: The MIT Press.  (ISBN 978-0-262-04229-1)
- Di Sciullo, Anna Maria. 2003 (éd.). Asymmetry in Grammar. vol. 1: Syntax and Semantics. Amsterdam: John Benjamins.  405 pages.  (ISBN 978-9-027-22778-2) | Asymmetry in Grammar. vol. 2: Morphology, Phonology, Acquisition. Amsterdam: John Benjamins. 309 pages.  (ISBN 978-9-027-22779-9)
- Di Sciullo, Anna Maria. 2000. Parsing Asymmetries. Natural Language Processing. Lecture Notes  in Computer Science Volume 1835:1-15. Dordrecht: Springer.  (ISBN 978-3-540-67605-8)
- Di Sciullo, Anna Maria. 1996. Modularity and X0/XP Asymmetries. Linguistic Analysis 26: 1-26.  (ISSN 0098-9053)
- Di Sciullo, Anna Maria. 1993. « The Complement Domain of a Head at Morphological Form ». Probus: International Journal of Latin and Romance Linguistics 5: 95-125.  (ISSN 1613-4079)
- Di Sciullo, Anna Maria et Edwin Williams. 1987. On the Definition of Word. Cambridge. Mass: The MIT Press.  (ISBN 978-0-262-54047-6)
- Di Sciullo, Anna Maria. 1986. Théorie et Description en Grammaire Générative. Québec. Éditeur officiel: Office de la langue française. 228 pages.  (ISBN 978-2-551-08982-6)

## Distinctions
- 2017 Nomination pour le prix du gouverneur général du Canada pour l’innovation, Association francophone pour le savoir (ACFAS)
- 2016 Prix André-Laurendeau[1]
- 2015 Ambassadrice des Abruzzes dans le reste du monde, Gouvernement d’Italie
- 2005-2018 Les interfaces dynamiques (Frqsc I, II, III), gouvernement du Québec, $1.2M
- 2007 Fondatrice et directrice du Réseau international en biolinguistique
- 2003-2012 Les asymétries des langues et leur traitement par les systèmes de performance (Gtrc), Crsh, gouvernement du Canada, $2.5M
- 2004 Fondatrice et Directrice de la Fédération sur le traitement des langues naturelles
- 2001-2004 Traitement des langues naturelles (VRQ), gouvernement du Québec, $1.2M
- 1999 Membre de la Société royale du Canada
- 1998-2003 Les asymétries des langues naturelles et leur traitement par les systèmes de performance (Gtrc), Crsh, gouvernement du Canada, $1.8M
- 1992-1996 La modularité de la grammaire : arguments, projections et variation, Crsh, gouvernement du Canada, $629 577
- 1990 Prix d’excellence en recherche, Assemblée des gouverneurs de l’université du Québec

## Sources
- (en) Guglielmo Cinque, « Restructuring and functional structure », dans Adriana Beletti, Structures and beyond. The cartography of syntactic structures, Oxford University Press, 2004, 132-191 p. (ISBN 978-0-19-517197-6)
- (en) Guglielmo Cinque, Restructuring and functional heads, Oxford University Press, 2006, 220 p. (ISBN 978-0-19-517954-5)
- (en) Juan Uriagereka, Spell-out and the Minimalist Program, Oxford, Oxford University Press, 2012 (ISBN 978-0-19-959353-8, BNF 42716005)
- (en) Andrea Moro, The boundaries of Babel. The Brain and the Enigma of Impossible Languages, MIT Press, 2008, 257 p. (ISBN 978-0-262-51506-1)
- (en) Liina Pylkkanen, Introducing Arguments, MIT Press, 2008 (ISBN 978-0-26-266209-3)
- (en) John Collins, The Unity of Linguistic Meaning, Oxford University Press, 2011 (ISBN 978-0-19-969484-6)
- (en) Wolfram Hinzen et Michelle Sheehan, The Philosophy of Universal Grammar, Oxford University Press, 2013 (ISBN 978-0-19-965483-3)
- http://asymmetryproject.uqam.ca/pdf/cv.pdf Curriculum vitae d'Anna Maria Di Sciullo, site de l'université du Québec